# Agelaia melanopyga
Agelaia melanopyga är en getingart som beskrevs av Cooper 2000. Agelaia melanopyga ingår i släktet Agelaia och familjen getingar. Inga underarter finns listade i Catalogue of Life.